# Spjällägesgivare

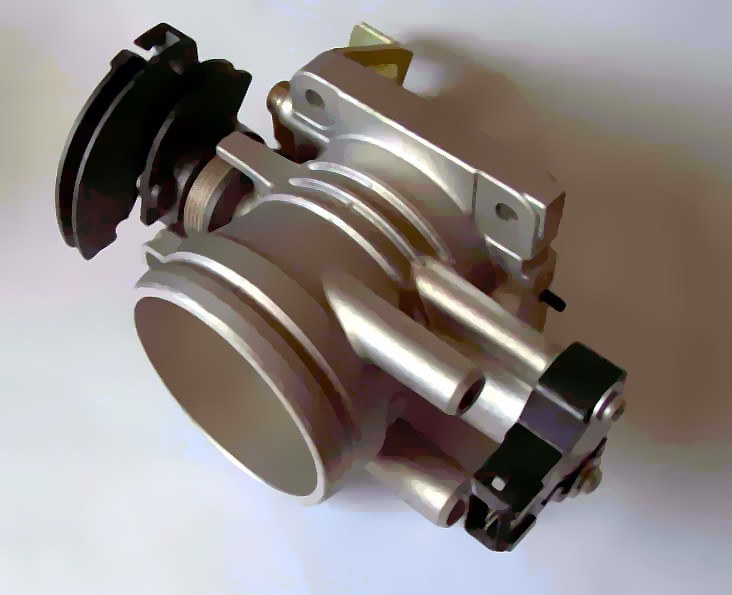
Spjällägesgivaren återfinns längst ner till höger på detta gasspjäll.

Spjällägesgivare, på engelska throttle position sensor (TPS), är en sensor som används i elektroniskt styrda ottomotorer för att ge information till bilens styrdator (ECM eller ECU) om vilken vinkel gasspjället står i, alltså hur mycket föraren gasar. Denna informationen används tillsammans med data för flera andra sensorer för att bestämma bland annat tändningen och bränsleluftblandningen.
Med spjällägesgivaren har styrelektroniken möjlighet att ge en ökad bränsleluftblandning direkt när gaspedalen trycks ned. System utan spjällägesgivare får förlita sig på information från luftmassemätare eller tryckgivare i insuget för att veta hur stor bränslemängd som behövs, och kan därför reagera långsammare på gaspådrag. Vissa system har en enklare lösning med en strömbrytare (spjällkontakt) som ger information om när spjället är stängt (tomgång) eller helt öppet (fullast).
Spjällägesgivaren är ofta en enkel potentiometer monterad på samma axel som gasspjällets fjärilsspjäll.